# Jednopločno računalo
Jednopločno računalo (engleski: Single Board Computer) podrazumjeva potpuno funkcionalno računalo na jednoj tiskanoj ploči.

## Mora sadržavati
- tipkovnicu
- sklop za video prikaz
- RAM
- operativni sustav, obično je bio neka vrsta nadzornog programa, u ROM-u
- programski jezik, obično je bio BASIC-u-ROMu, ili podršku za unos strojnog koda
- sklop za podršku vanjske memorije, obično je bila audio kazeta, ili/i disketa

## Primjeri jednopločnih računala (nekada)
- sva 8-bitna računala su jednopločna
- većina 16-bitnih računala je jednopločnog tipa
- Ohio Scientific Superboard II
- Commodore KIM-1

## Jednopločna računala na bazi ARM procesora (danas)

### Značajke
- Nemaju tipkovnicu na ploči, nego samo priključak za tipkovnicu (USB priključak).
- Osnovna memorija im je microSD kartica (preporuka je veća od 8GB, i brzine class10).
- Operativni sustav im je Linux, rjeđe Windows_10 IoT varijanta.

### Modeli
- Raspberry Pi zasnovan na Broadcom chip-u, koristi se u obrazovanju, prvenstveno računalne znanosti.
- OrangePI je kineska varijanta Raspberry Pi-a, zasnovana na Allwinner chipu. Kreirali su više različitih modela.[1]